# Peter Westbrook
Peter Westbrook (n. 16 aprilie 1952, Saint Louis, Missouri, SUA – d. 29 noiembrie 2024, New York City, New York, SUA) a fost un scrimer american, medaliat olimpic. A participat la 5 ediții ale Jocurilor Olimpice (1976, 1984, 1988, 1992, 1996) în care a câștigat o medalie de bronz.